# 阿尔孔
阿尔孔（法語：Arcomps，法語發音：[aʁkɔ̃]）是法国谢尔省的一个市镇，位于该省南部，属于圣阿芒蒙龙区。

## 地理
阿尔孔（46°40'32"N, 2°25'58"E）面积20.14 平方千米，位于法国中央-卢瓦尔河谷大区谢尔省，该省份为法国中部省份，北起卢瓦雷省，西接卢瓦-谢尔省和安德尔省，南至克勒兹省，东南接阿列省，东临涅夫勒省。
与阿尔孔接壤的市镇（或旧市镇、城区）包括：布宰、法韦尔迪讷、阿尔农河畔卢瓦、马尔赛、奥尔瑟奈、圣乔治德普瓦雪。

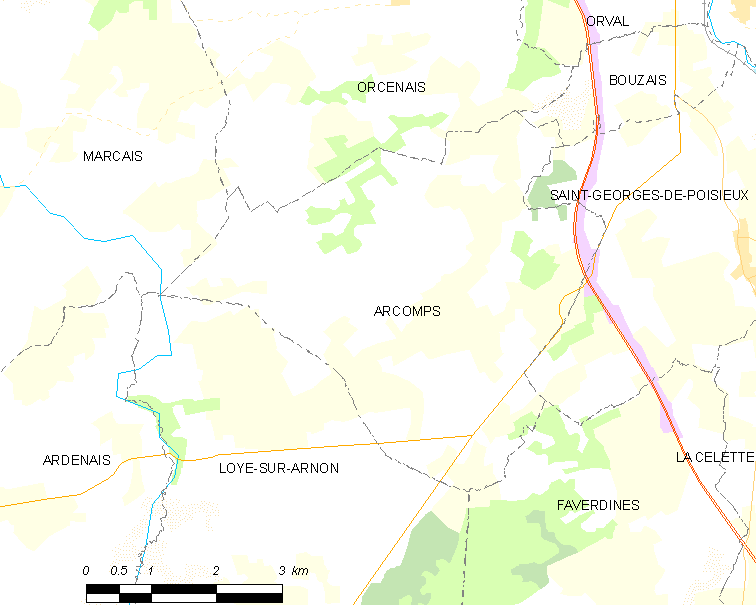
阿尔孔的OSM定位图

阿尔孔的时区为UTC+01:00、UTC+02:00（夏令时）。

## 行政
阿尔孔的邮政编码为18200，INSEE市镇编码为18009。

## 政治
阿尔孔所属的省级选区为沙托梅扬县。

## 人口

1962-2008年间阿尔孔人口变化图示

阿尔孔于2022年1月1日时的人口数量为269人。